# Viktor Leiblein
Viktor Leiblein (* um 1821 in Sinsheim; † 4. Januar 1871) war ein deutscher Verwaltungsbeamter.

## Leben
Viktor Leiblein studierte Rechtswissenschaften an der Ruprecht-Karls-Universität Heidelberg. 1841 wurde er Mitglied des Corps Suevia Heidelberg. 1845 wurde er Rechtspraktikant und 1850 Amtsassessor beim Bezirksamt Emmendingen. 1853 wurde er zum Amtmann und Amtsvorstand des Bezirksamts Stühlingen ernannt. 1857 wechselte er als Amtsvorstand zum Bezirksamt Bonndorf, wo er 1859 zum Oberamtmann befördert würde. Von 1861 bis 1866 war er Amtsvorstand des Bezirksamts Waldkirch.